# Constitution Gardens
Constitution Gardens é um parque nacional em Washington, D.C., popularmente entendido como parte do National Mall, embora na realidade esteja adjacente à área oficial do mesmo. Com 50 acres (200 000 m²), o parque está localizado entre o Lincoln Memorial e o Monumento de Washington, delimitado a norte pela Avenida Constituição e ao sul pelo Reflecting Pool. O parque tem um pequeno lago, que contém uma ilha aberta a peões.

## História

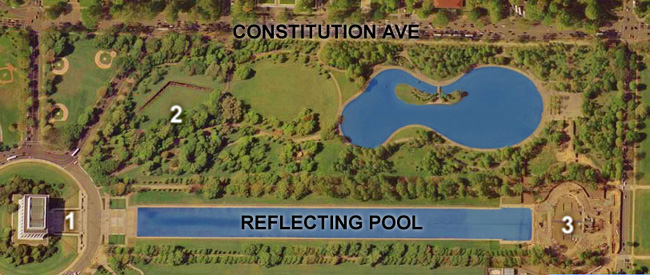
Imagem de satélite do USGS, mostrando o Reflecting Pool, o Lincoln Memorial (nº1), o Monumento aos Veteranos do Vietname (nº2), e o National World War II Memorial (nº3).

As terras onde hoje se situa o Constitution Gardens estavam originalmente submersas no Rio Potomac, e foram dragadas no início do século XX pelo Corpo de Engenharia do Exército dos Estados Unidos. Edifícios da Marinha dos Estados Unidos foram construídos no local do parque durante a Primeira Guerra Mundial, mas foram demolidos em 1970, em parte devido ao lobby pelo Presidente Richard Nixon, que tinha servido naquelas instalações como um oficial da marinha. Posteriormente, o Presidente Nixon ordenou que fosse criado um parque no local, e, em 1976, foi finalmente criado o Constitution Gardens, dedicada como "uma herança viva ao legado do Bicentenário da Revolução Americana". Tem sido uma unidade separada no National Park Service desde 1982, geridos no âmbito do National Capitol Parks-Central (NACC).
Em julho de 1982, um memorial dedicado aos 56 signatários da Declaração de Independência foi erguido na pequena ilha no lago. Em 13 de novembro do mesmo ano, o Monumento aos Veteranos do Vietname também foi erguido dentro do Constitution Gardens. O Presidente Ronald Reagan proclamou o parque "uma herança viva ao legado" da Constituição, em 17 de setembro de 1986, em honra do Bicentenário da Constituição dos Estados Unidos.